# Giải bóng đá Ngoại hạng Anh 1998–99
Giải bóng đá Ngoại hạng Anh 1998–99 (tiếng Anh: 1998-99 FA Premier League hay FA Carling Premiership vì lý do tài trợ) là mùa giải Premier League thứ 7, giải đấu hạng cao nhất của bóng đá Anh kể từ khi thành lập vào năm 1992. Mùa giải sẽ luôn được nhớ đến khi mà Manchester United giành được cú ăn 3 trong lịch sử của họ khi giành chức vô địch quốc gia, Cúp FA và Cúp C1 châu Âu. Quỷ đỏ giành chức vô địch lần thứ năm của họ trong 7 mùa giải sau khi chỉ thua trong 3 trận đầu mùa giải.
Để đạt được thành công, Manchester United đã bị thay đổi nhân sự đáng kể trong các mùa giải gần đây. Tổng cộng số tiền chi ra 28 triệu Bảng Anh để mua Dwight Yorke, Jaap Stam và Jesper Blomqvist, trong khi một số cầu thủ lớn tuổi rời câu lạc bộ; Gary Pallister trở lại Middlesbrough sau 9 năm với giá 2,5 triệu Bảng Anh, trong khi Brian McClair trở lại Motherwell theo dạng chuyển nhượng tự do. Trong tháng 12, McClair đã trở lại ở Giải bóng đá Ngoại hạng Anh làm trợ lý cho Brian Kidd tại Blackburn Rovers.

## Tham dự Cúp châu Âu
Vào cuối mùa giải 1998-99, Premiership sẽ có 3 đại diện tham dự UEFA Champions League đó là nhà vô địch Manchester Untied, á quân Arsenal và hạng 3 Chelsea. Đội đạt được vị trí thứ 4 Leeds United sẽ tham dự vòng bảng UEFA Cup. Trong khi đó, Á quân Cúp FA Newcastle United và nhà vô địch Cúp Liên đoàn bóng đá Anh Tottenham Hotspur tham dự vòng loại UEFA Cup. Đội xếp thứ 5 West Ham United tham dự Intertoto Cup.

## Xuống hạng và lên hạng
Xếp hạng dưới cùng Premiership đó là câu lạc bộ Nottingham Forest, đội bóng này bị xuống hạng lần thứ ba trong bảy mùa giải. Một thất bại nặng nề 8–1 trên sân nhà trước Manchester United. Xếp thứ hai từ dưới lên đó là Blackburn Rovers, đội bóng này đã vô địch Premiership 4 năm trước đó. Đội xuống hạng thứ ba đó là Charlton Athletic, đội bóng này bị xuống hạng sau 9 năm chơi tại hạng cao nhất. Đội bóng mới lên hạng mùa trước Middlesbrough, đội bóng này hoàn thành vị trí thứ 9 thật đáng kinh ngạc.

## Các Huấn luyện viên và nhà tài trợ
(Cập nhật ngày 16 tháng 5 năm 1999)
| Đội bóng            | Huấn luyện viên                       | Đội trưởng       | Nhà sản xuất áo | Nhà tài trợ áo      |
| ------------------- | ------------------------------------- | ---------------- | --------------- | ------------------- |
| Arsenal             | Arsène Wenger                         | Tony Adams       | Nike            | JVC                 |
| Aston Villa         | John Gregory                          | Gareth Southgate | Reebok          | LDV Vans            |
| Blackburn Rovers    | Brian Kidd                            | Garry Flitcroft  | Uhlsport        | CIS                 |
| Charlton Athletic   | Alan Curbishley                       | Mark Kinsella    | Le Coq Sportif  | Mesh Computers      |
| Chelsea             | Gianluca Vialli                       | Dennis Wise      | Umbro           | Autoglass           |
| Coventry City       | Gordon Strachan                       | Gary McAllister  | Le Coq Sportif  | Subaru              |
| Derby County        | Jim Smith                             | Igor Štimac      | Puma            | EDS                 |
| Everton             | Walter Smith                          | Dave Watson      | Umbro           | One2One             |
| Leeds United        | David O'Leary                         | Lucas Radebe     | Puma            | Packard Bell        |
| Leicester City      | Martin O'Neill                        | Steve Walsh      | Fox Leisure     | Walkers             |
| Liverpool           | Gérard Houllier                       | Paul Ince        | Reebok          | Carlsberg           |
| Manchester United   | Alex Ferguson                         | Roy Keane        | Umbro           | Sharp               |
| Middlesbrough       | Bryan Robson                          | Andy Townsend    | Erreà           | Cellnet             |
| Newcastle United    | Ruud Gullit                           | Alan Shearer     | Adidas          | Newcastle Brown Ale |
| Nottingham Forest   | Ron Atkinson (tạm quyền)              | Steve Chettle    | Umbro           | Pinnacle Insurance  |
| Sheffield Wednesday | Danny Wilson                          | Peter Atherton   | Puma            | Sanderson           |
| Southampton         | Dave Jones                            | Matt Le Tissier  | Pony            | Sanderson           |
| Tottenham Hotspur   | George Graham                         | Sol Campbell     | Pony            | Hewlett-Packard     |
| West Ham United     | Harry Redknapp                        | Steve Lomas      | Pony            | Dr. Martens         |
| Wimbledon           | Terry Burton Mick Harford (tạm quyền) | Robbie Earle     | Lotto           | Elonex              |

## Thay huấn luyện viên
Liverpool đưa cựu huấn luyện viên tuyển Pháp Gérard Houllier để làm việc với Huấn luyện viên Roy Evans vào đầu mùa giải nhưng Evans rời câu lạc bộ vào tháng 11 khi đó chỉ còn Houllier phụ trách công việc duy nhất.
Tottenham Hotspur sa thải Christian Gross vào tháng 9 chưa đầy một năm dẫn dắt đội bóng. Thay thế ông George Graham của Leeds United, người mà cũng bị thay thế bởi ông David O'Leary sau đó.
Newcastle United sa thải Kenny Dalglish vào đầu mùa giải và thay thế bằng huấn luyện viên Ruud Gullit.
Everton bổ nhiệm Walter Smith người kế nhiệm ông Howard Kendall.
Blackburn Rovers sa thải Roy Hodgson vào tháng 11, khi đó đội bóng đang ở dưới đáy bảng xếp hạng. Bổ nhiệm trợ lý của Manchester United đó là Brian Kidd. Tuy nhiên, Blackburn Rovers cũng không tránh được việc họ bị xuống hạng vào cuối mùa giải.
Nottingham Forest sa thải Dave Bassett vào tháng 1 và đưa Ron Atkinson lên thay cho đến khi kết thúc mùa giải. Atkinson đã nghỉ hưu sau thất bại đưa đội bóng trụ hạng và đội trưởng tuyển Anh David Platt khi đó 33 tuổi lên làm huấn luyện viên kiêm cầu thủ.
Wimbledon: Huấn luyện viên Joe Kinnear đã thôi việc do vấn đề sức khỏe vào tháng 3. Huấn luyện viên Mick Harford và Terry Burton lên thay dẫn dắt đội bóng đến cuối mùa giải. Và ông Egil Olsen trở thành tân huấn luyện viên trưởng.

## Bảng xếp hạng chung cuộc
| XH | Đội                   | Tr | T  | H  | T  | BT | BB | HS  | Đ  | Lên hay xuống hạng                                       |
| -- | --------------------- | -- | -- | -- | -- | -- | -- | --- | -- | -------------------------------------------------------- |
| 1  | Manchester United (C) | 38 | 22 | 13 | 3  | 80 | 37 | +43 | 79 | Tham dự vòng bảng UEFA Champions League 1999–2000        |
| 2  | Arsenal               | 38 | 22 | 12 | 4  | 59 | 17 | +42 | 78 | Tham dự vòng bảng UEFA Champions League 1999–2000        |
| 3  | Chelsea               | 38 | 20 | 15 | 3  | 57 | 30 | +27 | 75 | Tham dự vòng loại thứ ba UEFA Champions League 1999–2000 |
| 4  | Leeds United          | 38 | 18 | 13 | 7  | 62 | 34 | +28 | 67 | Tham dự vòng đầu tiên UEFA Cup 1999–2000                 |
| 5  | West Ham United       | 38 | 16 | 9  | 13 | 46 | 53 | −7  | 57 | Tham dự vòng thứ ba UEFA Intertoto Cup 1999              |
| 6  | Aston Villa           | 38 | 15 | 10 | 13 | 51 | 46 | +5  | 55 |                                                          |
| 7  | Liverpool             | 38 | 15 | 9  | 14 | 68 | 49 | +19 | 54 |                                                          |
| 8  | Derby County          | 38 | 13 | 13 | 12 | 40 | 45 | −5  | 52 |                                                          |
| 9  | Middlesbrough         | 38 | 12 | 15 | 11 | 48 | 54 | −6  | 51 |                                                          |
| 10 | Leicester City        | 38 | 12 | 13 | 13 | 40 | 46 | −6  | 49 |                                                          |
| 11 | Tottenham Hotspur     | 38 | 11 | 14 | 13 | 47 | 50 | −3  | 47 | Tham dự vòng 1 UEFA Cup 1999–2000 1                      |
| 12 | Sheffield Wednesday   | 38 | 13 | 7  | 18 | 41 | 42 | −1  | 46 |                                                          |
| 13 | Newcastle United      | 38 | 11 | 13 | 14 | 48 | 54 | −6  | 46 | Tham dự vòng 1 UEFA Cup 1999–2000 2                      |
| 14 | Everton               | 38 | 11 | 10 | 17 | 42 | 47 | −5  | 43 |                                                          |
| 15 | Coventry City         | 38 | 11 | 9  | 18 | 39 | 51 | −12 | 42 |                                                          |
| 16 | Wimbledon             | 38 | 10 | 12 | 16 | 40 | 63 | −23 | 42 |                                                          |
| 17 | Southampton           | 38 | 11 | 8  | 19 | 37 | 64 | −27 | 41 |                                                          |
| 18 | Charlton Athletic (R) | 38 | 8  | 12 | 18 | 41 | 56 | −15 | 36 | Xuống hạng                                               |
| 19 | Blackburn Rovers (R)  | 38 | 7  | 14 | 17 | 38 | 52 | −14 | 35 | Xuống hạng                                               |
| 20 | Nottingham Forest (R) | 38 | 7  | 9  | 22 | 35 | 69 | −34 | 30 | Xuống hạng                                               |

Nguồn: 
Quy tắc xếp hạng: 1. Điểm; 2. Hiệu số bàn thắng; 3. Số bàn thắng.
1 Tottenham Hotspur tham dự UEFA Cup do vô địch League Cup.

2 Với việc Manchester United tham dự vòng bảng Champions League, đội Á quân Cúp FA Newcastle United được tham dự UEFA Cup
(VĐ) = Vô địch; (XH) = Xuống hạng; (LH) = Lên hạng; (O) = Thắng trận Play-off; (A) = Lọt vào vòng sau. 
Chỉ được áp dụng khi mùa giải chưa kết thúc: 
(Q) = Lọt vào vòng đấu cụ thể của giải đấu đã nêu; (TQ) = Giành vé dự giải đấu, nhưng chưa tới vòng đấu đã nêu.

## Thống kê mùa giải
| Tổng số bàn thắng:                          | 963  |
| Số bàn thắng trung bình trong một trận đấu: | 2.53 |

## Các kết quả
| S.nhà ╲ S.khách     | ARS | AST | BLB | CA  | CHE | COV | DBC | EVE | LEE | LEI | LIV | MUN | MID | NEW | NOT | SHW | SOT | TOT | WHU | WDN |
| Arsenal             |     | 1–0 | 1–0 | 0–0 | 1–0 | 2–0 | 1–0 | 1–0 | 3–1 | 5–0 | 0–0 | 3–0 | 1–1 | 3–0 | 2–1 | 3–0 | 1–1 | 0–0 | 1–0 | 5–1 |
| Aston Villa         | 3–2 |     | 1–3 | 3–4 | 0–3 | 1–4 | 1–0 | 3–0 | 1–2 | 1–1 | 2–4 | 1–1 | 3–1 | 1–0 | 2–0 | 2–1 | 3–0 | 3–2 | 0–0 | 2–0 |
| Blackburn Rovers    | 1–2 | 2–1 |     | 1–0 | 3–4 | 1–2 | 0–0 | 1–2 | 1–0 | 1–0 | 1–3 | 0–0 | 0–0 | 0–0 | 1–2 | 1–4 | 0–2 | 1–1 | 3–0 | 3–1 |
| CA                  | 0–1 | 0–1 | 0–0 |     | 0–1 | 1–1 | 1–2 | 1–2 | 1–1 | 0–0 | 1–0 | 0–1 | 1–1 | 2–2 | 0–0 | 0–1 | 5–0 | 1–4 | 4–2 | 2–0 |
| Chelsea             | 0–0 | 2–1 | 1–1 | 2–1 |     | 2–1 | 2–1 | 3–1 | 1–0 | 2–2 | 2–1 | 0–0 | 2–0 | 1–1 | 2–1 | 1–1 | 1–0 | 2–0 | 0–1 | 3–0 |
| Coventry City       | 0–1 | 1–2 | 1–1 | 2–1 | 2–1 |     | 1–1 | 3–0 | 2–2 | 1–1 | 2–1 | 0–1 | 1–2 | 1–5 | 4–0 | 1–0 | 1–0 | 1–1 | 0–0 | 2–1 |
| DBC                 | 0–0 | 2–1 | 1–0 | 0–2 | 2–2 | 0–0 |     | 2–1 | 2–2 | 2–0 | 3–2 | 1–1 | 2–1 | 3–4 | 1–0 | 1–0 | 0–0 | 0–1 | 0–2 | 0–0 |
| Everton             | 0–2 | 0–0 | 0–0 | 4–1 | 0–0 | 2–0 | 0–0 |     | 0–0 | 0–0 | 0–0 | 1–4 | 5–0 | 1–0 | 0–1 | 1–2 | 1–0 | 0–1 | 6–0 | 1–1 |
| Leeds United        | 1–0 | 0–0 | 1–0 | 4–1 | 0–0 | 2–0 | 4–1 | 1–0 |     | 0–1 | 0–0 | 1–1 | 2–0 | 0–1 | 3–1 | 2–1 | 3–0 | 2–0 | 4–0 | 2–2 |
| Leicester City      | 1–1 | 2–2 | 1–1 | 1–1 | 2–4 | 1–0 | 1–2 | 2–0 | 1–2 |     | 1–0 | 2–6 | 0–1 | 2–0 | 3–1 | 0–2 | 2–0 | 2–1 | 0–0 | 1–1 |
| Liverpool           | 0–0 | 0–1 | 2–0 | 3–3 | 1–1 | 2–0 | 1–2 | 3–2 | 1–3 | 0–1 |     | 2–2 | 3–1 | 4–2 | 5–1 | 2–0 | 7–1 | 3–2 | 2–2 | 3–0 |
| Manchester United   | 1–1 | 2–1 | 3–2 | 4–1 | 1–1 | 2–0 | 1–0 | 3–1 | 3–2 | 2–2 | 2–0 |     | 2–3 | 0–0 | 3–0 | 3–0 | 2–1 | 2–1 | 4–1 | 5–1 |
| Middlesbrough       | 1–6 | 0–0 | 2–1 | 2–0 | 0–0 | 2–0 | 1–1 | 2–2 | 0–0 | 0–0 | 1–3 | 0–1 |     | 2–2 | 1–1 | 4–0 | 3–0 | 0–0 | 1–0 | 3–1 |
| NEW                 | 1–1 | 2–1 | 1–1 | 0–0 | 0–1 | 4–1 | 2–1 | 1–3 | 0–3 | 1–0 | 1–4 | 1–2 | 1–1 |     | 2–0 | 1–1 | 4–0 | 1–1 | 0–3 | 3–1 |
| Nottingham Forest   | 0–1 | 2–2 | 2–2 | 0–1 | 1–3 | 1–0 | 2–2 | 0–2 | 1–1 | 1–0 | 2–2 | 1–8 | 1–2 | 1–2 |     | 2–0 | 1–1 | 0–1 | 0–0 | 0–1 |
| Sheffield Wednesday | 1–0 | 0–1 | 3–0 | 3–0 | 0–0 | 1–2 | 0–1 | 0–0 | 0–2 | 0–1 | 1–0 | 3–1 | 3–1 | 1–1 | 3–2 |     | 0–0 | 0–0 | 0–1 | 1–2 |
| Southampton         | 0–0 | 1–4 | 3–3 | 3–1 | 0–2 | 2–1 | 0–1 | 2–0 | 3–0 | 2–1 | 1–2 | 0–3 | 3–3 | 2–1 | 1–2 | 1–0 |     | 1–1 | 1–0 | 3–1 |
| Tottenham Hotspur   | 1–3 | 1–0 | 2–1 | 2–2 | 2–2 | 0–0 | 1–1 | 4–1 | 3–3 | 0–2 | 2–1 | 2–2 | 0–3 | 2–0 | 2–0 | 0–3 | 3–0 |     | 1–2 | 0–0 |
| WHU                 | 0–4 | 0–0 | 2–0 | 0–1 | 1–1 | 2–0 | 5–1 | 2–1 | 1–5 | 3–2 | 2–1 | 0–0 | 4–0 | 2–0 | 2–1 | 0–4 | 1–0 | 2–1 |     | 3–4 |
| Wimbledon           | 1–0 | 0–0 | 1–1 | 2–1 | 1–2 | 2–1 | 2–1 | 1–2 | 1–1 | 0–1 | 1–0 | 1–1 | 2–2 | 1–1 | 1–3 | 2–1 | 0–2 | 3–1 | 0–0 |     |

Nguồn: 
1 ^ Đội chủ nhà được liệt kê ở cột bên tay trái.
Màu sắc: Xanh = Chủ nhà thắng; Vàng = Hòa; Đỏ = Đội khách thắng.

## Thống kê mùa giải

#### Vua phá lưới

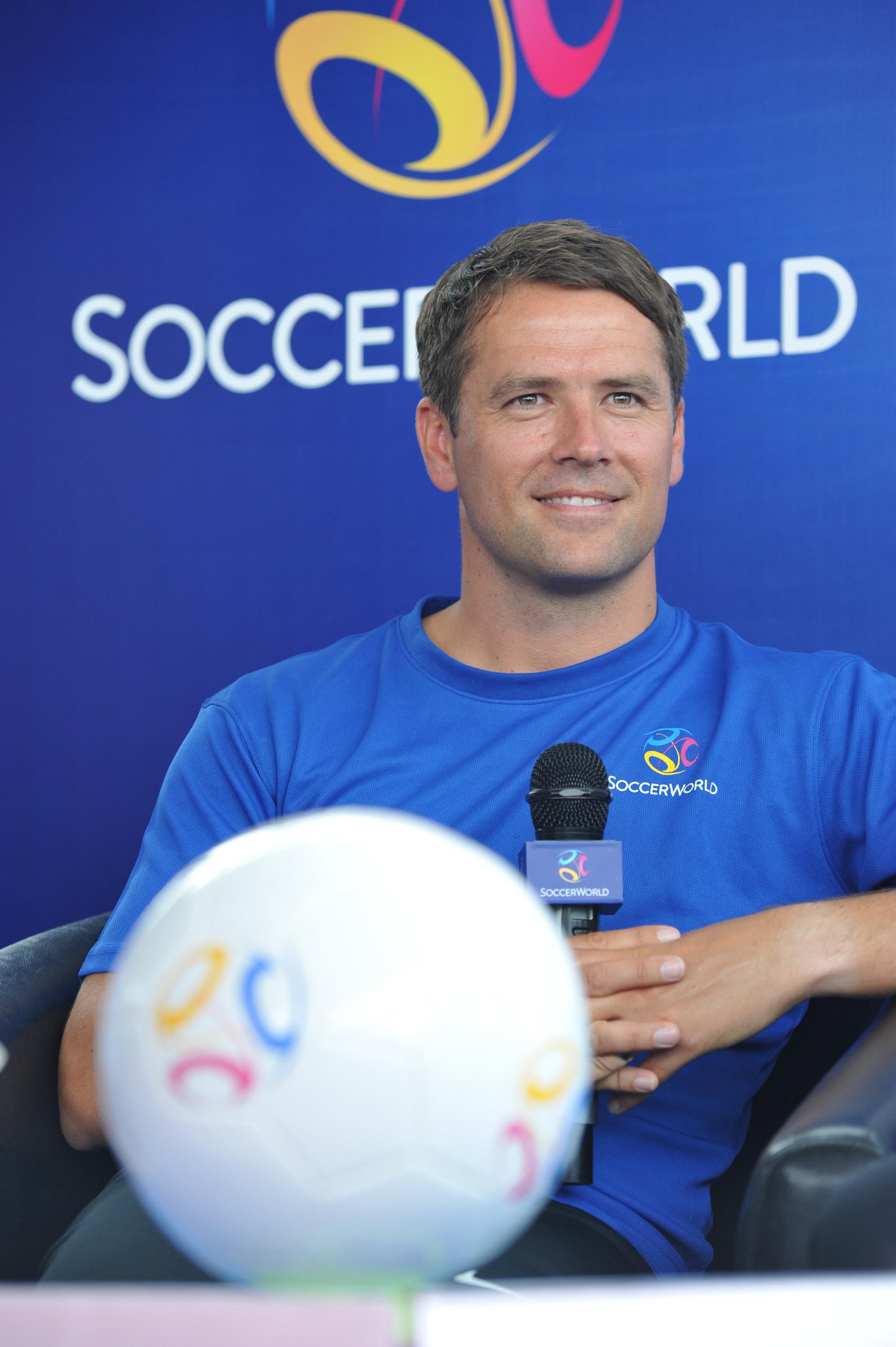
Michael Owen của Liverpool lần thứ hai giành danh hiệu vua phá lưới với 18 bàn thắng.

| Xếp hạng | Cầu thủ                 | Câu lạc bộ        | Bàn thắng |
| -------- | ----------------------- | ----------------- | --------- |
| 1        | Jimmy Floyd Hasselbaink | Leeds United      | 18        |
| 1        | Michael Owen            | Liverpool         | 18        |
| 1        | Dwight Yorke            | Manchester United | 18        |
| 4        | Nicolas Anelka          | Arsenal           | 17        |
| 4        | Andy Cole               | Manchester United | 17        |
| 6        | Hámilton Ricard         | Middlesbrough     | 15        |
| 7        | Dion Dublin             | Aston Villa       | 14        |
| 7        | Robbie Fowler           | Liverpool         | 14        |
| 7        | Julian Joachim          | Aston Villa       | 14        |
| 7        | Alan Shearer            | Newcastle United  | 14        |

#### Hat-tricks

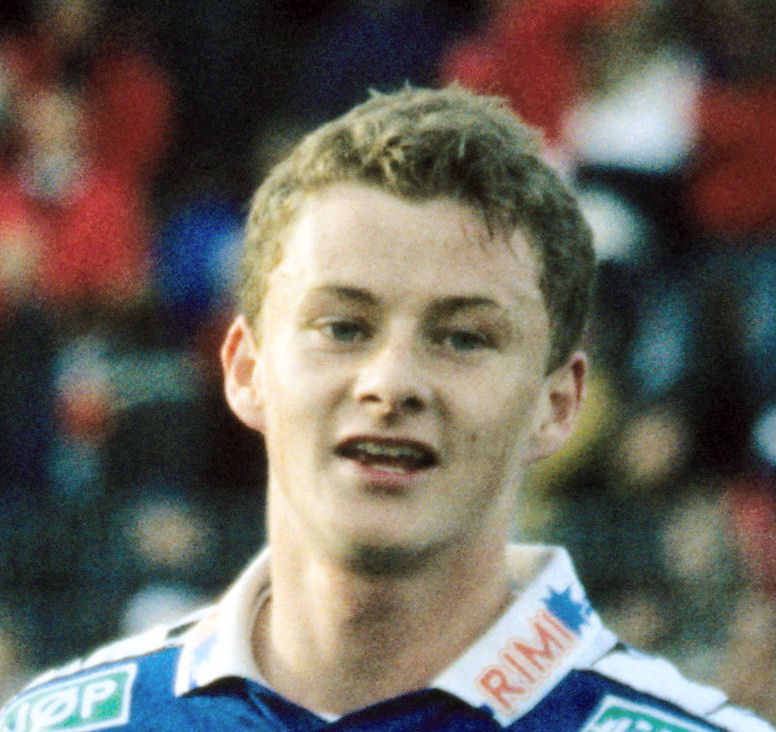
Ole Gunnar Solskjær của Manchester United đã trở thành cầu thủ đầu tiên ghi được hat-trick khi vào sân thay người tại Premier League.

| Cầu thủ              | Đội               | Đối thủ           | Kết quả | Ngày                 | Tham khảo |
| -------------------- | ----------------- | ----------------- | ------- | -------------------- | --------- |
| Clive Mendonca       | Charlton Athletic | Southampton       | 5–0 (H) | 22 tháng 8 năm 1998  | [ 2 ]     |
| Michael Owen         | Liverpool         | Newcastle United  | 4–1 (A) | 30 tháng 8 năm 1998  | [ 3 ]     |
| Michael Owen4        | Liverpool         | Nottingham Forest | 5–1 (H) | 24 tháng 10 năm 1998 | [ 4 ]     |
| Dion Dublin          | Aston Villa       | Leicester City    | 4–1 (A) | 14 tháng 11 năm 1998 | [ 5 ]     |
| Robbie Fowler        | Liverpool         | Aston Villa       | 4–2 (A) | 21 tháng 11 năm 1998 | [ 6 ]     |
| Chris Armstrong      | Tottenham Hotspur | Everton           | 4–1 (H) | 28 tháng 12 năm 1998 | [ 7 ]     |
| Darren Huckerby      | Coventry City     | Nottingham Forest | 4–0 (H) | 9 tháng 1 năm 1999   | [ 8 ]     |
| Robbie FowlerP       | Liverpool         | Southampton       | 7–1 (H) | 16 tháng 1 năm 1999  | [ 9 ]     |
| Dwight Yorke         | Manchester United | Leicester City    | 6–2 (A) | 16 tháng 1 năm 1999  | [ 10 ]    |
| Ole Gunnar Solskjær4 | Manchester United | Nottingham Forest | 8–1 (A) | 6 tháng 2 năm 1999   | [ 11 ]    |
| Nicolas Anelka       | Arsenal           | Leicester City    | 5–0 (H) | 20 tháng 2 năm 1999  | [ 12 ]    |
| Kevin Campbell       | Everton           | West Ham United   | 6–0 (H) | 8 tháng 5 năm 1999   | [ 13 ]    |

Note: 4 Cầu thủ ghi 4 bàn thắng; P Cầu thủ ghi được cú hat-trick hoàn hảo;  Cầu thủ ghi hat-trick khi vào sân thay người; (H) – Sân nhà; (A) – Sân khách

#### Top kiến tạo

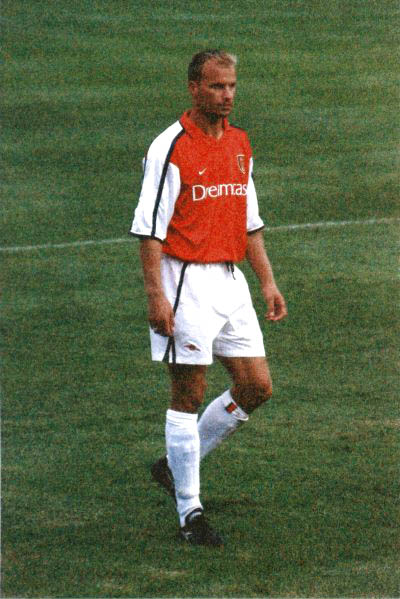
Dennis Bergkamp của Arsenal là cầu thủ kiến tạo nhiều nhất với 13 bàn thắng cho câu lạc bộ trong mùa giải Ngoại hạng Anh 1998–99.

| Xếp hạng | Cầu thủ                 | Câu lạc bộ        | Kiến tạo |
| -------- | ----------------------- | ----------------- | -------- |
| 1        | Dennis Bergkamp         | Arsenal           | 13       |
| 1        | Jimmy Floyd Hasselbaink | Leeds United      | 13       |
| 3        | David Beckham           | Manchester United | 11       |
| 3        | Eyal Berkovic           | West Ham United   | 11       |
| 3        | Steve Guppy             | Leicester City    | 11       |
| 3        | Dwight Yorke            | Manchester United | 11       |
| 7        | David Ginola            | Tottenham Hotspur | 10       |
| 8        | Darren Anderton         | Tottenham Hotspur | 9        |
| 8        | Harry Kewell            | Leeds United      | 9        |
| 10       | James Beattie           | Southampton       | 7        |

## Thống kê
- Nhiều trận thắng nhất – Manchester United và Arsenal (22)
- Ít trận thắng nhất – Blackburn Rovers và Nottingham Forest (7)
- Nhiều trận hòa nhất – Chelsea và Middlesbrough (15)
- Ít trận hòa nhất – Sheffield Wednesday (7)
- Nhiều trận thua nhất – Nottingham Forest (22)
- Ít trận thua nhất – Manchester United và Chelsea (3)
- Số bàn thắng nhiều nhất – Manchester United (80)
- Ít bàn thắng nhất – Nottingham Forest (35)
- Thủng lưới nhiều nhất– Nottingham Forest (69)
- Thủng lưới ít nhất – Arsenal (17)

## Giải thưởng tháng
| Month    | Huấn luyện viên của tháng           | Cầu thủ của tháng                |
| -------- | ----------------------------------- | -------------------------------- |
| Tháng 8  | Alan Curbishley (Charlton Athletic) | Michael Owen (Liverpool)         |
| Tháng 9  | John Gregory (Aston Villa)          | Alan Shearer (Newcastle United)  |
| Tháng 10 | Martin O'Neill (Leicester City)     | Roy Keane (Manchester United)    |
| Tháng 11 | Harry Redknapp (West Ham United)    | Dion Dublin (Aston Villa)        |
| Tháng 12 | George Graham (Tottenham Hotspur)   | David Ginola (Tottenham Hotspur) |
| Tháng 1  | Alex Ferguson (Manchester United)   | Dwight Yorke (Manchester United) |
| Tháng 2  | Alan Curbishley (Charlton Athletic) | Nicolas Anelka (Arsenal)         |
| Tháng 3  | David O'Leary (Leeds United)        | Ray Parlour (Arsenal)            |
| Tháng 4  | Alex Ferguson (Manchester United)   | Kevin Campbell (Everton)         |